# 世界遺産アカデミー
特定非営利活動法人 世界遺産アカデミー（The World Heritage Academy, NPO）は、ユネスコの世界遺産の啓蒙活動を通して社会に貢献することを目的に活動をしている特定非営利活動法人。

## 概要
2005年2月、特定非営利活動法人世界遺産アカデミーは、「世界遺産の啓発と保全」活動を通して社会に貢献することを目的に活動を開始させた。
その活動は、「世界遺産検定」を実施することにより、ユネスコの理念や世界遺産委員会の活動、世界遺産に登録されているすべての案件の紹介を日常的に行なっている。また、検定料の一部をユネスコに寄付し、その活動にも貢献している。毎年、登録される各国の新しい世界遺産を、いち早くわかりやすい形で紹介しているのもこの団体である。「啓発」という観点からは、学校教育や生涯学習にも力を注いでおり、学校での「世界遺産学」の授業の実施や公共団体での生涯学習講座の開講は、年間300回を上回っている。指導者の養成にも熱心で、「世界遺産」の最高の知識を持った認定講師を250人以上送り出している。
世界遺産検定は、2006年に始まって以来、20万人超が受検し15万人以上が認定されている。2014年からは文部科学省の後援事業となり、2020年時点で年に4回開催、小学生から90代まで幅広い年代の受検者が、認定目指して学んでいる。

### 活動内容
- 世界遺産検定を主催。各種テキスト、問題集の発行
- 世界遺産の新規登録物件の翻訳及び紹介
- 高校、大学を始めとした各種の学校で世界遺産講座の実施、また、市民大学、一般企業での世界遺産講座の実施
- 世界遺産検定の最高位、マイスターを取得した者を中心とした講師の養成
- 世界遺産をテーマとした講演会の実施
- 世界遺産を保有する国の在日大使館での交流会の実施

## 組織
- 会長： 愛知和男（元衆議院議員、元環境庁長官）
- 理事長： 朝比奈豊（毎日新聞グループホールディングス 相談役）
- 理事　　　　　　
  - 川上隆朗（元国際協力事業団 総裁）
  - 吉村作治（元早稲田大学名誉教授、工学博士）
  - 武田信二（株式会社東京放送ホールディングス 取締役会長）
  - 志村格（一般社団法人 日本旅行業協会 理事長）
  - 服部英二（元国連教育科学文化機関・事務総長顧問）
  - 篠田和昭（株式会社マイナビ 執行役員）
  - 鈴木隼人（株式会社マイナビ文化事業社 代表取締役社長、元・NPO法人世界遺産アカデミー 理事・事務局長）
- 顧問：菅谷直（プリンツインターナショナル株式会社 代表取締役社長）
- 監事：柳井章（前株式会社マイナビBX 営業統括部長）

## 事務所
- 東京都千代田区一ツ橋一丁目1番1号　パレスサイドビル9F